# Howling (chanson)
Singles de Abingdon Boys School
Innocent Sorrow Nephilim
Howling est le deuxième single d'Abingdon Boys School, le morceau du même nom a été utilisé comme premier opening de l'anime Darker Than Black.

## Liste des morceaux
1. Howling - 4:42
2. Nervous Breakdown - 4:07

## Musiciens
- Takanori Nishikawa – chant
- Sunao – guitare
- Hiroshi Shibasaki – guitare
- Toshiyuki Kishi – clavier